# Calback

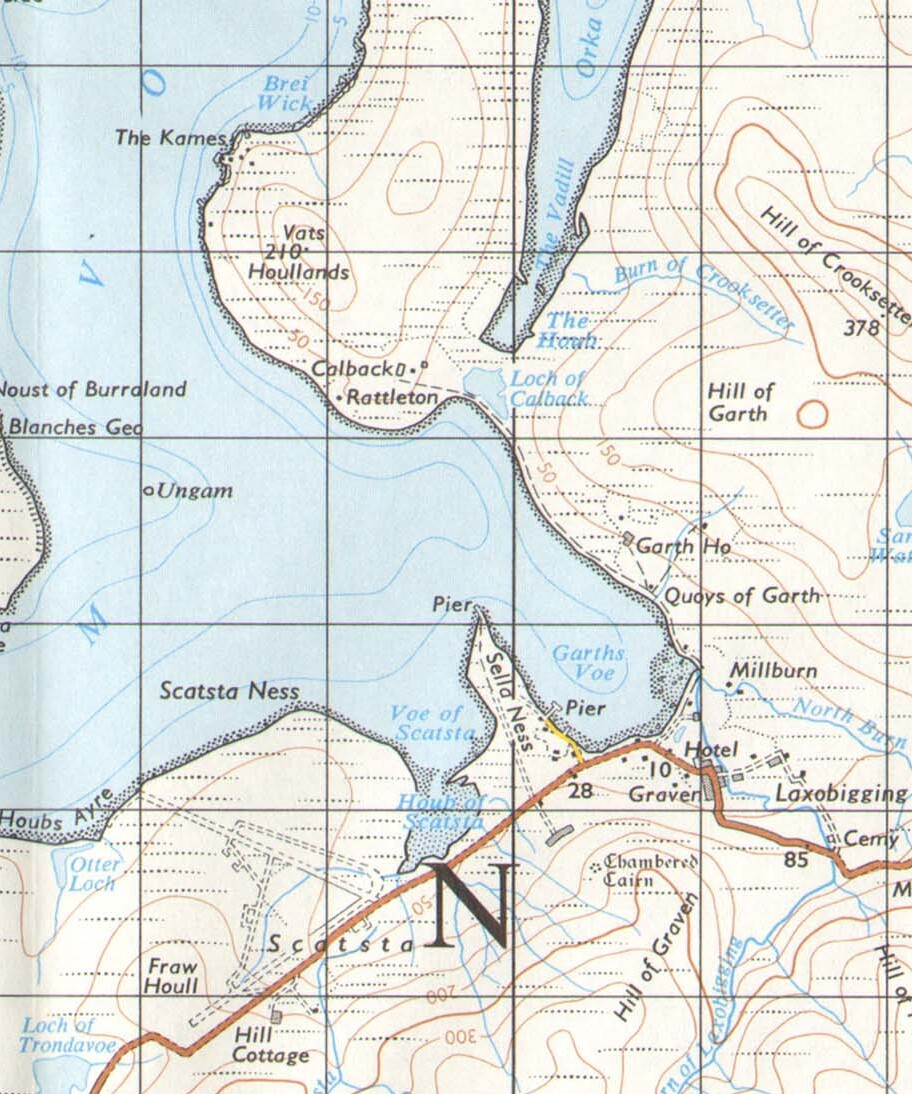
Calback auf einer älteren Karte

Calback ist eine Ortschaft, die in Schottland im Norden der Shetlandinseln liegt.

## Geographie
Calback liegt im Norden von Mainland am östlichen Ufer der Bucht Sullom Voe. Nach Garth sind es anderthalb Kilometer im Südosten, zur Landspitze Calback Ness zwei Kilometer im Norden. Ursprünglich eine isoliert gelegene kleine Siedlung, kam es mit der Entwicklung des Ölterminals Sullom Voe zu einer deutlichen Erweiterung und Umgestaltung des Raumes. So wurde auch der See Loch of Calbeck zugeschüttet und eine alte Kapelle mit einem Friedhof verschwanden.

## Historisches
Im Rahmen der historischen Gliederung Schottlands in Civil Parishes zählt Calback zu Delting. Am The Kames ist eine 1940, zu Beginn des Zweiten Weltkrieges zwischen dem Ort und der Landspitze errichtete Luftabwehreinrichtung, 2003 als Scheduled Monument eingestuft worden.